# Клятва Тимура
«Клятва Тимура» — советский детский приключенческий художественный фильм, снятый на объединённой Сталинабадской киностудии и «Союздетфильм» в 1942 году режиссёрами Львом Кулешовым и Александрой Хохловой по оригинальному сценарию Аркадия Гайдара.
Последний сценарий А. Гайдара.

## Сюжет
Фильм является продолжением киноленты «Тимур и его команда», снятой в 1940 году, и повествует о жизни штаба тимуровской команды в первые дни Великой Отечественной войны.
Отряд Тимура победил шайку ребят, опустошавших окрестные фруктовые сады. Тимуровцы бескорыстно творят добрые дела и помогают тем, кто нуждается в помощи. Предводитель шайки Мишка Квакин перешёл на сторону тимуровцев, и только «Фигура» продолжает хулиганить в посёлке.
Основная идея фильма — пользу в борьбе с захватчиками могут принести даже дети.

## В ролях
- Ливий Щипачёв — Тимур
- Александр Путко — Гейка, тимуровец
- Володя Пименов — «Фигура»
- Екатерина Деревщикова — Женя
- Юра Солнцев — Симаков
- Борис Ясень — Мишка Квакин
- Марина Ковалёва — Ольга Александрова
- Николай Анненков — полковник Александров
- Пётр Галаджев — шофёр (нет в титрах)
- Сергей Комаров — старик (нет в титрах)
- Владимир Балашов — парень (нет в титрах)

## История
На второй день после начала Великой Отечественной войны Аркадий Гайдар получил срочное задание Комитета по делам кинематографии и приступил к работе над сценарием «Клятва Тимура». Это был последний сценарий А. Гайдара. Режиссёр Л. Кулешов, который должен был снять кинокартину, работал параллельно с Гайдаром: принимал y него готовые страницы литературного сценария и составлял режиссёрский план.
В октябре 1942 года фильм вышел на экраны страны, но А. Гайдар его уже не увидел, он погиб 26 октября 1941 года.

## Съёмочная группа
- Автор сценария: Аркадий Гайдар
- Режиссёры: Лев Кулешов
- Второй режиссёр: Александра Хохлова
- Оператор: Михаил Кириллов
- Ассистент оператора: Г. Левчикова
- Художник: Пётр Галаджев
- Грим: А. Иванов
- Ассистент по монтажу: К.Блинова
- Композитор: Зиновий Фельдман
- Звукооператор: Николай Озорнов
- Директор картины: С. Рабинов